# Arquitrave (revista)
Arquitrave es una revista independiente de poesía, fundada en la ciudad colombiana de Cali el 2 de junio año 2002, por el poeta nacido en Buga Harold Alvarado Tenorio. La revista surge con la necesidad de contribuir a la difusión de la crítica social y hacer de la cultura un instrumento libre de dependencias tanto ideológicas como económicas en Colombia y de manera universal. Los principales ejes de la revista son la entrevista, la opinión coyuntural y la poesía.    
La revista circula con el apoyo desinteresado de Antonio da Costa e Silva, Antonio Caballero Holguín, Antonio José Ponte, Daniel Balderston, Diómedes Cordero, Elkin Restrepo, Guillermo Angulo, Juan Carlos Pastrana Arango (hermano de Andrés Pastrana), José Manuel Caballero Bonald, José Prats Sariol, Julia Saltzmann, Luis Miguel Madrid, Mouslin Al-Ramli, Pablo Felipe Arango, Rafael Arráiz Lucca, Raúl Rivero Castañeda y Rowena Hill, entre otros.     

## Circulación
La labor de circulación y difusión ha sido virtual y física a través de un sistema de suscripción.    
La circulación física en el interior del territorio colombiano o en el exterior se lleva a cabo exclusivamente mediante afiliación. La circulación virtual de Arquitrave se lleva a cabo en la página web oficial de la revista, en la que se reserva un espacio para un archivo completo de los números publicados y que funciona gratuitamente, con libre acceso en todo el mundo.   

## Publicación

### Primera época
Esta primera época encierra el periodo de publicación desde el año 2002 hasta el año 2009. La publicación fue bimestral y constante. El primer número del año se publicaba en febrero, el segundo en abril, el tercero en junio, el cuarto en agosto, el quinto en octubre y el sexto en diciembre. 
Durante esta primera época Harold Alvarado Tenorio se desempeña como director desde la fundación de la revista y Héctor Gómez Guerrero se suma como secretario de redacción en el año 2007. Esta época culmina con el número 47 de la revista, que se publica en marzo de 2010. Este número tiene como peculiaridad su publicación física en Cartagena y la aparición de Marlon Montiel como editor de la revista. Es también en 2010 cuando su periodicidad bimestral y constante, que había caracterizado la revista durante sus primeros seis años, se pierde. 

### Segunda época
A pesar de que la segunda época se establezca formalmente con la publicación del número 51, publicado para el periodo de cuatro meses de enero a abril del 2012, la ruptura en la bimestralidad de la circulación que empieza con el número 47 permite ver en la irregularidad de producción del año 2010 (tan solo 3 números publicados: 47, 48 y 49) el comienzo informal de esta segunda época. Otro causante fue el cambio de editor de Marlon Montiel a Ángel Castaño Guzmán en el número 51.
En 2011 tan solo se publica un número de la revista, y es en el comienzo formal de esta segunda época en el que la revista adopta el formato trimestral, reemplazando al bimestral. Para el año 2013, Arquitrave no publica ningún número, y es de 2014 a 2016 el periodo en el que se recupera moderadamente la cualidad constante de la publicación, produciendo cuatro números anualmente, en vez de los seis que se producían en la primera época. Esta periodicidad retorna a la irregularidad con el número 66, el primero de 2017. En 2017 se publicaron tres números, a los que siguieron tres años de silencio en la producción. El último año de silencio fue el año de la pandemia del COVID-19, año en el que uno de los principales apoyos de la revista (Luis Miguel Madrid) fallece.  
La última y más reciente publicación es el número 69 de 2021 y cubre el lapso de abril a julio. Más adelante en el mismo año fallecerán colaboradores de la revista, como José Manuel Caballero Bonald, Antonio Caballero Holguín y Raúl Rivero. 

## Figuras notables
Harold Alvarado Tenorio, en figura de director, es de por sí una figura importante desde su dote periodística al haber conocido y entrevistado a Jorge Luis Borges, notorio escritor al que la revista dedica su número 64. Otras figuras notables que han pasado por la revista, publicados o entrevistados, son: 

### Publicados
- Bai Juyi
- Fátima Velez
- Gabriel García Márquez
- José Lezama Lima
- Konstandinos Kavafis
- Luis Cernuda
- Mario Vargas Llosa
- Maria Mercedes Carranza
- Paul Valéry
- Pier Paolo Pasolini
- Wang Wei

### Entrevistados
- Antonio Caballero
- María Kodama
- Jorge Luis Borges
- Rogelio Salmona
- Luis Fayad
- Francisco Umbral